# Cydonia Mensae
Cydonia Mensae (lat.; Cydonia-Mesa) ist ein Hochland auf der nördlichen Hemisphäre des Planeten Mars. Es liegt zwischen den Regionen Acidalia Planitia und Arabia Terra. Das Zentrum befindet sich in 35° nördlicher Breite und 13° östlicher Länge, und seine größte Ausdehnung beträgt 765 Kilometer. Cydonia ist eine poetische Bezeichnung der griechischen Insel Kreta.
Die Cydonia-Region ist geologisch komplex aufgebaut, ihre Entstehung bislang nicht vollständig geklärt. Sie besteht größtenteils aus ebenem Gelände mit einer geringen bis mittleren Dichte von Impaktkratern, aus dem sich stellenweise felsige Formationen erheben.
Es wird angenommen, dass Acidalia Planitia vor Milliarden von Jahren eine ausgedehnte Wasserfläche war und Cydonia Mensae deren südöstliche Küstenregion. Bereits im Jahr 2005 konnte die ESA-Raumsonde Mars Express große Vorkommen von Wassereis an den südlichen Polkappen nachweisen. Die NASA-Raumsonde Phoenix wies schließlich 2008 das Vorkommen von Wassereis wenige Zentimeter unter der Oberfläche nach.

## Marsgesicht

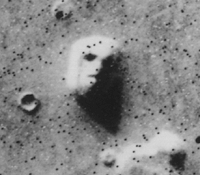
„Marsgesicht“, aufgenommen vom Orbiter von Viking 1, 1976. Die schwarzen Punkte, wie zum Beispiel das „Nasenloch“, sind Bildübertragungsfehler.

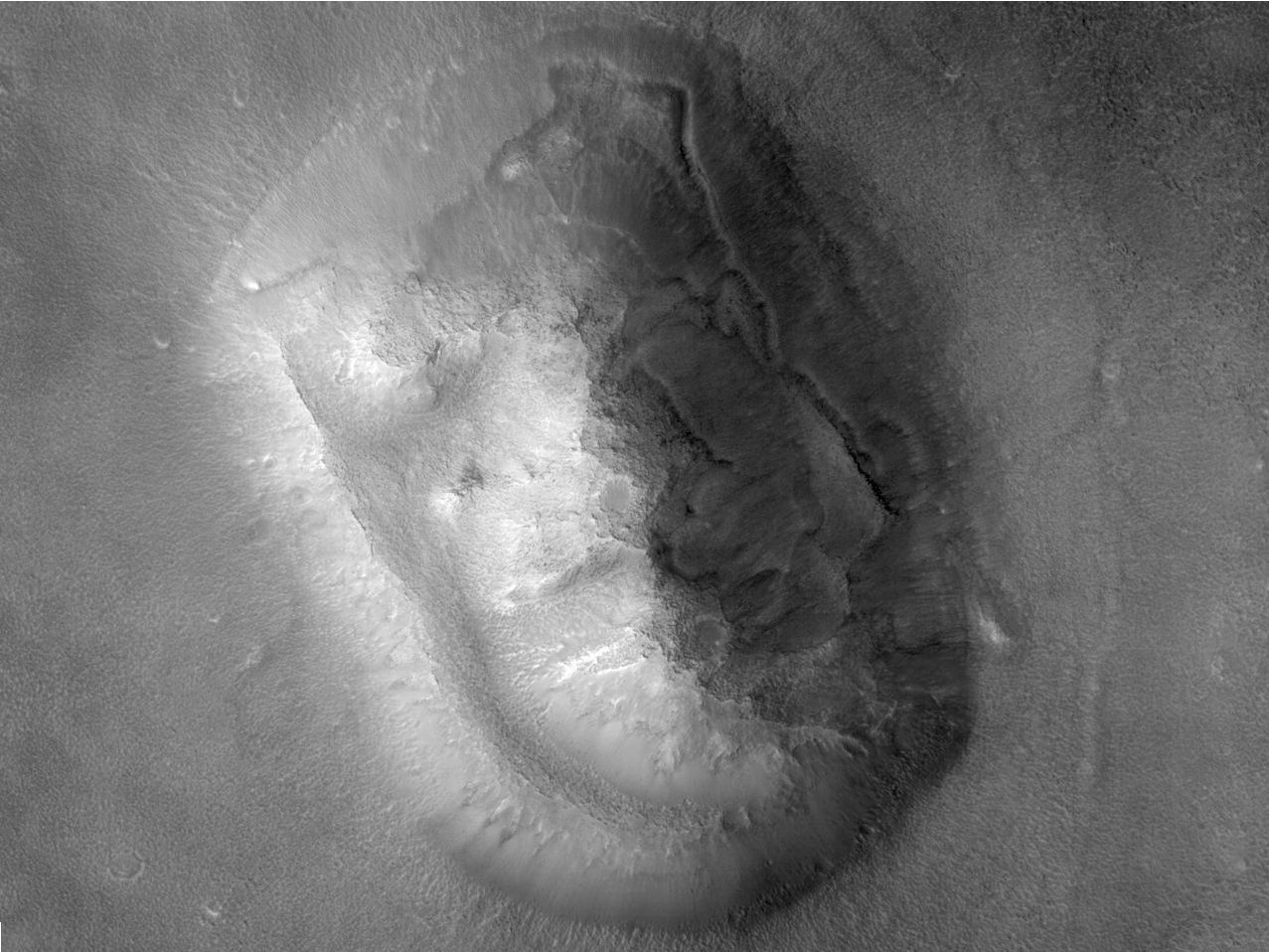
„Marsgesicht“, aufgenommen von HiRISE-Kamera des Mars Reconnaissance Orbiters, 2007.

Am 25. Juli 1976 fotografierte der Orbiter der Raumsonde Viking I aus 1873 km Höhe eine Erhebung mit einer Länge von 3 Kilometern und einer Breite von 1,5 Kilometern, die auf der Abbildung an ein menschliches Gesicht erinnert. Sie ist mindestens drei Millionen Jahre alt. Südlich davon erheben sich pyramidenförmige Felsen.
Sechs Tage später wurden die Aufnahmen, neben anderen Bildern, der Öffentlichkeit vorgestellt und machten Schlagzeilen. Die Anomalie erhielt durch die Presse aufgrund ihrer Form den Namen „Marsgesicht“ (engl. „Face on Mars“). Die pyramidenähnlichen Strukturen bekamen von NASA-Wissenschaftlern die Bezeichnung „Inkastadt“, obwohl die Inka keine Pyramiden – wie etwa die Maya – bauten.
Höheraufgelöste Aufnahmen der Sonde Mars Global Surveyor aus dem Jahre 2001 zeigten jedoch, dass es sich bei dem vermeintlichen Gesicht um eine stark verwitterte, nahezu spiegelsymmetrische Felsformation handelt, die durch natürliche Prozesse erodiert wurde; die Ähnlichkeit mit einem menschlichen Antlitz kam höchstwahrscheinlich durch das Zusammenspiel von Licht und Schatten zum Zeitpunkt der Aufnahme sowie durch die Tendenz des Menschen, bekannte Formen bevorzugt wahrzunehmen (Pareidolie), zustande. Die Formen der „Pyramiden“ dürften ebenfalls durch Winderosion entstanden sein.

## Cydonia in der Fiktion
Durch den hohen öffentlichen Bekanntheitsgrad und zahlreiche, zum Teil noch andauernde Spekulationen taucht die Cydonia-Region und das Marsgesicht Cydonia in Science-Fiction-Serien und -Filmen sowie Computerspielen auf.
- Im Computerspiel Zak McKracken ist Cydonia der Ort einer aufgegebenen außerirdischen Basis.
- Das finale Gefecht des PC-Spiels UFO: Enemy Unknown (deutscher Missionsname Cydonia oder Tod) wurde in einer aktiven außerirdischen Basis in der Region Cydonia ausgetragen, welche die Ausgangsbasis der Alienbedrohung in diesem Spiel war.
- Im Film Mission to Mars kommt auch ein Marsgesicht vor.
- In der Sci-Fi-Serie Futurama ist Cydonia, das Gesicht des Mars, der Eingang zu der Unterwelt, in der die Marsbewohner wohnen. Der Ausgang, der „Hintern des Mars“, liegt auf der anderen Seite des Planeten.
- In Folge 13 der Sci-Fi-Serie Invader Zim, Kampf der Planeten (Battle of the Planets), ist der Mars (und der Merkur) von seinen früheren Bewohnern in ein Raumfahrzeug umgebaut worden. Die Steuereinheit ist im Marsgesicht versteckt.
- Zu Beginn der Episode Besessen (Ep. 9, Staffel 1) der Sci-Fi-Serie Akte X – Die unheimlichen Fälle des FBI wird die Fotografie der Felsformation kurz thematisiert. Außerdem wird der ehemalige Astronaut Lt. Col. Marcus Aurelius Belt von Alpträumen geplagt, in denen unter anderem das Marsgesicht vorkommt.
- Zwei Songs des Chiptune-Musikers Dubmood, Cydonian Sky und Sleepless(Cydonian Sky#2), die auf der EP Chipdisk Vol.4 enthalten sind, beziehen sich auf Cydonia.
- Der Song Knights of Cydonia der britischen Rock-Band Muse entstand durch den Glauben Matthew Bellamys (Sänger und Songwriter) an übernatürliche und überdimensionale Kräfte, die dort hausen sollen.
- In der Pentalogie Das Marsprojekt von Andreas Eschbach befindet sich in der Cydonia-Region die Station der Aliens (Falaner).
- In der Folge Die Wissenschaftsmesse – Die Wiederkehr der Serie Phineas und Ferb bauen die Marsmenschen Candace ein Denkmal in Form ihres Gesichts auf der Marsoberfläche. Dieses wird jedoch von einem Laser zerstört, sodass das reale Marsgesicht entsteht.
- Im PSP-Spiel Final Fantasy 4 Complete Collection wird das Gesicht auf dem roten Mond abgebildet, wo die Bonus-Dungeons zu finden sind.
- Im Computerspiel Starfield ist Cydonia der Name der größten Stadt der vereinten Kolonien auf dem Mars.
- In der Folge Das rätselhafte Marsgesicht (Folge 9) der Weltraum-Abenteuer (Dr. Brockers Weltraumabenteuer) von Hanno Herzler versteckt sich eine der Hauptfiguren in einer Höhle im Marsgesicht.

### Video
- Was ist dran am Marsgesicht? aus der Fernseh-Sendereihe alpha-Centauri (ca. 15 Minuten). Erstmals ausgestrahlt am 25. Okt. 1998.